# Včelná
Včelná település Csehországban, a České Budějovice-i járásban. Včelná Roudné, Plav, Kamenný Újezd, Boršov nad Vltavou és České Budějovice településekkel határos. Lakosainak száma 2270 fő (2024. január 1.).

## Népesség
A település lakosságának változását az alábbi diagram mutatja:
| Lakosok száma | 393  | 511  | 617  | 866  | 1182 | 1471 | 1875 | 2154 | 2269 | 2270 |
|               | 1869 | 1890 | 1921 | 1950 | 1980 | 2001 | 2017 | 2019 | 2022 | 2024 |